# Língua mochica
O mochica (muchik) foi uma das muitas línguas faladas no litoral norte do Peru, sendo uma das línguas gerais do país Inca quando da chegada dos Espanhóis no século XVI, com eram o Qéchua clássico, o Aimará, Puquina e o Quingnam.

## Estudos
Alfredo Torero estudou a língua, cujos falantes foram importantes no processo civilizatório milenário na região andina e tiveram comunicação com falantes de outras línguas dessa civilização sul-americana pré-colombiana. O Mochica apresenta, no entanto, muitas características bem diferentes das línguas Quíchuas e Aimarás, as duas grandes famílias linguística mesoandinas que entre si sempre intercabiaram muitos elementos de vocabulário e estruturais.
As investigações feitas por Alfredo Torero sobre a língua tiverem como principal fonte a Gramática de la lengua yunga escrita em 1644 pelo sacerdote peruano Fernando de la Carrera Daza. Levou-se em conta também o  Rituale seu Manuale Peruanum de Gerónimo de Oré de 1607 com somente seis páginas sobre a língua Mochica escritas por autor anônimo (um manual de orações e sermões breves escritos em várias línguas). AInda há uma lista de textos em Mochicas preparados pelo bispo Baltazar Martínez Compañón ao final do século siglo XVII e a obra do alemão Ernst Middendorf, Das Muchik oder die Chimu-Sprache de 1892.
No início do século XXI, algumas instituições "lambayecanas" como a base local do "INC" do Peru e colégios de  Chiclayo lançaram programas para ensino dessa língua a partir de bibliografia resgatada por pesquisadores, como  "La Gramática de Dela Carrera.

## Fonologia
A Língua "muchik" teria apresentado no passado seis vogais simples e seis longas: /i, i:, ä, ä:, e, e:, ø, ø:, o, o:, u, u:

## História
Avalia-se que a língua Mochica era, pouco antes da chegada dos conquistadores espanhóis, falada por cerca de um milhão de pessoas. Hoje, cerca de três séculos e meio depois da publicação de El arte de la lengua mochica o yunga (1664), escrito por Fernando de la Carrera, vigário de Reque, dos cerca de 40 mil falantes da língua registrados no final haveria somente uns poucos no povoado de Eten em Lambayeque (região).
Conforme o documento acima mencionado, os povoados onde em 1664 falavam o Mochica eram:
- no "corregimiento" de Trujillo: Santiago, Magdalena de Cao, Chocope, valle de Chicama, Paiján.
- no "corregimiento" de Saña: San Pedro de Lloc, Chepén, Jequetepeque, Guadalupe, Pueblo Nuevo, Eten, Chiclayo, San Miguel, Santa Lucía, Parroquia de Saña, Lambayeque con cuatro cuartos, reque, Monsefú, Ferreñafe, Túcume, Íllimo, Pacora, Mórrope y Jayanca.
- no "corregimiento" de Piura: Motupe, Salas (anexo de Penachi), Copis (anexo de Olmos), Frías y Huancabamba.
- no "corregimiento" de Cajamarca: Santa Cruz, San Miguel de la Sierra, Ñopos, San Pablo, Doutrina das balsas del Marañón, parte de Cajamarca, Cachén, Guambos e muitos outrops locais na serra cajamarquina, como no vale de Condebamba.

O Vigário de Reque, Fernando de la Carrera, afirma:
Mesmo assim, o historiador José Toribio Polo, com base nas crônicas de Inca Garcilaso de la Vega, afirma que  línguas próximas ao Mochica e Quingnam também foram faladas nos vales de Rimac, Lurín, Mala, Chilca, Cañete e talvez até Chincha. o Mais provável é que se tratasse de "mitimaes" (canções folclóricas Incas) do tempo de revolta chimúes.

## Amostra de textos

### Toponímia
Exemplos de Toponímia do Mochica:
Azkopeuk 'da parte alta' > Azcope (no vale do Chicama).
An alaec 'casa do Chefe> Cajanleque y Ananleque (próximo a Chiclín).
Pessac an 'a casa dos Condores' (?) - Pisun (un monte próximo a Moche).

### Canção
“La tonada del Chimo”, a única canção registrada em Mochica. Pesquisada e divulgada pelo Bispo de Trujillo (Peru), Baltasar Martinez de Compañón, no século XVIII , quando de uma viagem pelos território de sua diocese. è uma canção religiosa, mas o significado da sua letra é desconhecido.
La "Tonada del Chimo" a duas vozes, Baixo e tambor "para dançar cantando):
Jayallunch Jayalloch. Jayallunch Jayalloch.
Iñ poc chatan muisle pecan muisle pecan enecam. Jayallunch Jayalloch.
Emens pocchi fama legui ten que cens muisle cuerpo lens. Jayallunch Jayalloch.
Emens locun munon chi perdonar moitin rocchondo colomec chec jesuchristo Jayallunch Jayalloch.
Poche si famali muisle cuerpo lem lo que es mucho perdonar me ñe fechétas. Jayallunch Jayalloch.

### Orações cristãs
- Sinal da Cruz

Moxa mic tim, A can sancta Cruçer oc.Muxh.
 xllangmuse, much quich, Escon ños moll puc, 
 Dios much çiec, Ese, Eis, spiritu sancto oquenic. Amen Iesus
- Pai Nosso

Mvches, acazloc, cuçiagnic, çûc, oc licum apmucha, Piycan ños, çugcuçias, eyipmâg, çung, poleng, munmo vzicápuc, cuçiangnic mun, Ayoyneng. ynengo, much xllon, Piycam ños alló molun, ef quecan ños. yxllis, acan mux escó. xllang museyo. much çiómun, Amus tocum ños. Xllangmufe yz puçerenic, namnum, les nan, esco, ños pissin quich. Amen Iesus.
- Ave María

Dios lenas los, Maria, anglech, peño chiz quernico. Dios. ale.canglocap çanglen, canpeñas çang. y çec mech cher. querlé quich, Ayecen. campeño, çung, polenquich. tuxllumudo, çung ez, Jefu Chrifto, sancta Maria, Diosieng, locan mucha, yxllis capo much tim, A me xllec, Ayécen, much lu muçerenic Amen Iesus.
- Credo

Lliquein, en Dios Es, yçéc échéch, ayápuc, cuçia vz, caxcópuc, Ayeçenlliquiñ, oneco. çiornayo çunges, muchciecen Iesu Christo, Canang, pucodo, Spiritu fanctong sapmuno, enge, polénic, na top, sancta Maria, enge, polenquich, pilatong, fapmun, Ronómcec, ñoptop, Cruçer cápuc, que sec top, çiung cápuclumtop, xlláumtop, Altop ynfiernongnic, çoc luner nico, choc top, lumapquer, luch quich, puytop cuçianignie, seltop, ech ech, caxcópuco, ong xllum Ese muchuc, çinche, tacho mux, çiamo, lumudo, chipquer. chiçer temud, llique iñ, en el Spiritu sancto, Ayeçen chopunayo, sâcta Madre-Yglesia (...)